# Sankt Klemens av Ohrids kyrka, Novo Konjarevo
Sankt Klemens av Ohrids kyrka (makedonska: Црква „Св. Климент Охридски“; translitteration: Tsrkva ''Sv. Kliment Orhidski'') är en makedonisk-ortodox kyrkobyggnad belägen i byn Novo Konjarevo, i kommunen Novo Selo i den statistiska regionen Sydöstra regionen, i sydöstra Nordmakedonien.
Kyrkan är helgad åt Sankt Klemens av Ohrid och tillhör Strumicas stift.

## Historik
Sankt Klemens av Ohrids kyrka i Novo Konjarevo invigdes år 2003.

## Bilder

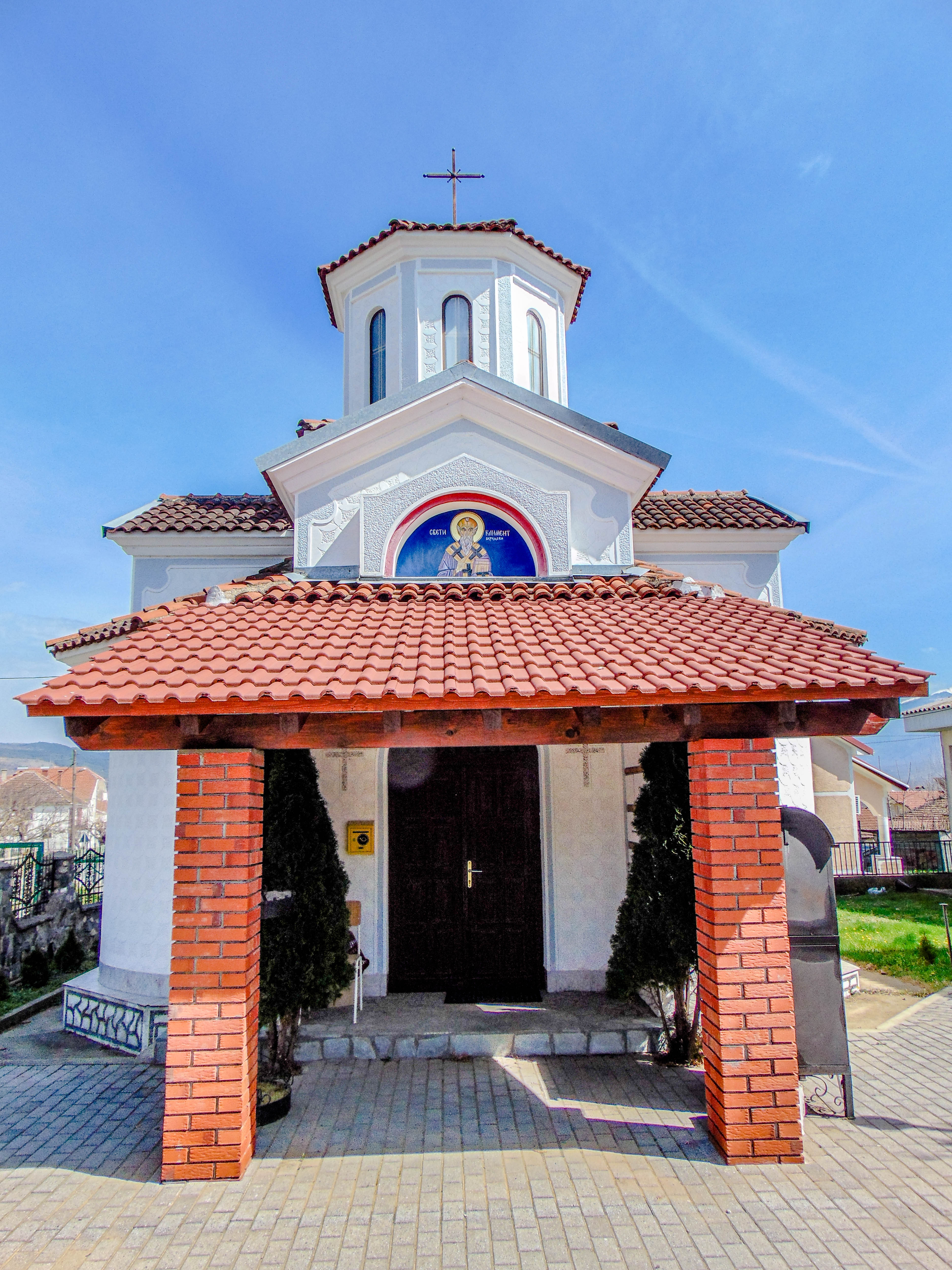
Entrén.
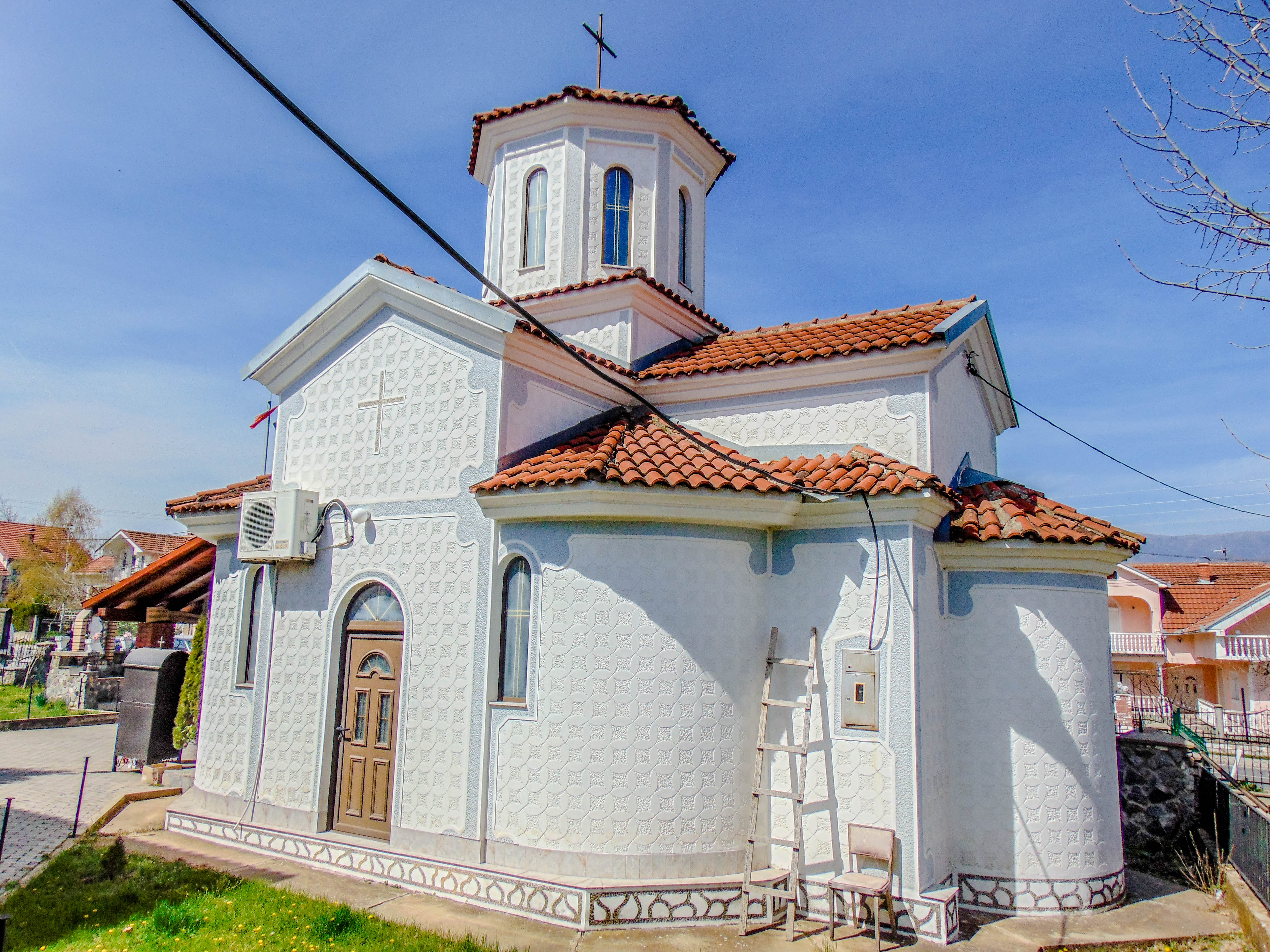
Baksidan och absiden.